# Teorema di Eulero (aritmetica modulare)
In matematica, e in particolare in teoria dei numeri, il teorema di Eulero (detto anche teorema di Fermat-Eulero) afferma che se {\displaystyle n} è un intero positivo ed {\displaystyle a} è coprimo rispetto ad {\displaystyle n}, allora:
{\displaystyle a^{\phi (n)}\equiv 1{\bmod {n}}}
dove {\displaystyle \phi (n)} indica la funzione phi di Eulero e {\displaystyle \equiv } la relazione di congruenza modulo {\displaystyle n}.
Questo teorema è una generalizzazione del piccolo teorema di Fermat, ed è ulteriormente generalizzato dal teorema di Carmichael.

## Dimostrazione
Consideriamo l'insieme delle classi di resto (modulo {\displaystyle n}) degli interi positivi minori o uguali ad {\displaystyle n} e coprimi con {\displaystyle n}: 
{\displaystyle S_{1}=\left\{[m_{1}],[m_{2}],\dots ,[m_{\phi (n)}]\right\}}
Se moltiplichiamo ogni elemento di {\displaystyle S_{1}} per {\displaystyle a} otterremo un secondo insieme, 
{\displaystyle S_{2}=\left\{[am_{1}],[am_{2}],\dots ,[am_{\phi (n)}]\right\}}.
Ogni {\displaystyle am_{i}} è ancora coprimo con {\displaystyle n} perché è prodotto di due elementi coprimi con {\displaystyle n}: infatti ogni numero primo {\displaystyle p} che divide {\displaystyle am_{i}} divide o {\displaystyle a} o {\displaystyle m_{i}}, e quindi se dividesse anche {\displaystyle n} almeno uno tra {\displaystyle a} ed {\displaystyle m_{i}} non sarebbe coprimo con {\displaystyle n}.
Se ora {\displaystyle i\neq j}, allora {\displaystyle am_{i}\not \equiv am_{j}{\bmod {n}}}, perché altrimenti, moltiplicando per l'inverso {\displaystyle b} di {\displaystyle a} modulo {\displaystyle n} (che esiste perché {\displaystyle a} ed {\displaystyle n} sono coprimi), si avrebbe {\displaystyle bam_{i}\equiv bam_{j}{\bmod {n}}} e quindi {\displaystyle m_{i}\equiv m_{j}{\bmod {n}}}. Questi due fatti implicano che {\displaystyle S_{2}} è un sottoinsieme di {\displaystyle S_{1}} e ha la stessa cardinalità di {\displaystyle S_{1}}: di conseguenza, {\displaystyle S_{1}} ed {\displaystyle S_{2}} coincidono.
Pertanto il prodotto, di tutti gli elementi di {\displaystyle S_{1}} è congruente al prodotto di tutti gli elementi di {\displaystyle S_{2}}:
{\displaystyle m_{1}m_{2}\cdot \dots \cdot m_{\phi (n)}\equiv am_{1}\cdot am_{2}\cdot \dots \cdot am_{\phi (n)}\equiv a^{\phi (n)}m_{1}\cdot m_{2}\cdot \dots \cdot m_{\phi (n)}{\bmod {n}}}.
Poiché ogni {\displaystyle m_{i}} è primo con {\displaystyle n}, possiamo moltiplicare ambo i membri per l'inversa di {\displaystyle \prod _{i=1}^{\phi (n)}m_{i}} modulo {\displaystyle n}, ottenendo
{\displaystyle a^{\phi (n)}\equiv 1{\bmod {n}}}.
Una dimostrazione meno diretta può essere ottenuta attraverso la teoria dei gruppi. L'insieme {\displaystyle S_{1}} delle classi di resto modulo {\displaystyle n}, infatti, è un gruppo abeliano sotto l'operazione di moltiplicazione, ed ha ordine {\displaystyle \phi (n)}. Un qualsiasi elemento {\displaystyle a\in S_{1}} genera un sottogruppo il cui ordine {\displaystyle m}, per il teorema di Lagrange, divide {\displaystyle \phi (n)}. Per definizione, {\displaystyle a^{m}\equiv 1{\bmod {n}}}, e, se {\displaystyle \phi (n)=mr}, allora quindi {\displaystyle a^{\phi (n)}=(a^{m})^{r}\equiv 1^{r}{\bmod {n}}\equiv 1{\bmod {n}}}.

## Generalizzazioni
La dimostrazione "aritmetica" del teorema di Eulero può essere applicata, più in generale, a tutti i gruppi abeliani finiti, senza invocare il teorema di Lagrange. In questo contesto, il teorema afferma che, se {\displaystyle a\in G} e l'ordine di {\displaystyle G} è {\displaystyle n}, allora {\displaystyle a^{n}=e} (dove {\displaystyle e} è l'elemento neutro del gruppo).

## Esempi di utilizzo
Il teorema può essere usato per ridurre facilmente grandi potenze in modulo n. Ad esempio, prendiamo in considerazione la ricerca dell'ultima cifra di {\displaystyle 7^{222}}, vale a dire di {\displaystyle 7^{222}{\bmod {1}}0}. 7 e 10 sono coprimi, e {\displaystyle \phi (10)=4}. Dal teorema di Eulero segue che {\displaystyle 7^{4}\equiv 1{\bmod {1}}0}, e quindi {\displaystyle 7^{222}\equiv 7^{4\cdot 55+2}\equiv (7^{4})^{55}\cdot 7^{2}\equiv 1^{55}\cdot 7^{2}\equiv 49\equiv 9{\bmod {1}}0}.
In generale, nella riduzione di una potenza di {\displaystyle a} modulo {\displaystyle n}, {\displaystyle a^{x}\equiv a^{y}{\bmod {n}}}, dove {\displaystyle y\equiv x{\bmod {\phi }}(n)}.